# Luis Ivaldi
José Luis Ivaldi Imber (Asunción, Paraguay, 20 de octubre de 1955 - 2 de agosto de 2019) fue un futbolista paraguayo que se desempeñaba en la posición de mediocampista. Formado en las cantera del Club Guaraní, ocupó el puesto de capitán e ídolo de la institución. Continuó su carrera en diversos equipos del extranjero, y llegó a jugar en 1975 en el club venezolano Portuguesa FC, con el cual disputó la Copa Libertadores de ese año.
Fue seleccionado paraguayo en 5 ocasiones y fue parte del plantel que disputó las eliminatorias al Mundial de México 1970.

## Trayectoria

### Clubes
| Club          | País      | Año         |
| ------------- | --------- | ----------- |
| Guaraní       | Paraguay  | 1962 - 1972 |
| Panathinaikos | Grecia    | 1972        |
| Alianza Lima  | Perú      | 1973        |
| Portuguesa FC | Venezuela | 1974 - 1975 |